# Трамбицька Віра Григорівна
Трамбицька Віра Григорівна (*4 січня 1909, Москва — † 30 квітня 1981, Харків) — українська бібліотекознавиця, бібліографка, педагогиня. Авторка схеми для масових бібліотек. Репресована у травні 1950 року. Повністю реабілітована у листопаді 1954.

## Життєпис
Народилася 4 січня 1909 р. у Москві, в родині відомих у Харкові лікарів. ЇЇ батько Григорій Самійлович Трамбицький був професором отоларингологом. Мати — Олена Ісаївна Трамбицька (до шлюбу Бронштейн) була лікаркою-офтальмологинею. Закінчивши медичний факультет у Лозанні (Швейцарія), працювала з відомим офтальмологом Л. Л. Гіршманом.
У 1927 році Віра Трамбицька закінчила Харківську торговельно-промислову школу та вступила до Харківського інституту народного господарства на юридичний факультет. Навесні 1929 року була виключена з комсомолу за зв'язок із троцькістами.
Працювала у довідковому кіоску Центрального міського довідкового бюро (1929—1930).
Отримавши юридичну освіту, в 1930—1934 працювала на посаді референтки у Наркомфіні УРСР (м. Харків).
У квітні 1934 вступила до Харківської державної наукової бібліотеки ім. В. Г. Короленка спочатку на посаду бібліотекарки, потім бібліографки.
До початку Другої світової війни займалася розробкою системи бібліотечної класифікації, проблем бібліотекознавства та бібліографії.
1941 року обійняла посаду вченої секретарки бібліотеки.
У 1942 році була евакуйована з Харкова.
В евакуації, з червня 1942 до лютого 1944 працювала секретаркою та викладачкою російської мови на курсах в інтернаті для інвалідів Другої світової війни.
У 1944 році, після звільнення Харкова від німецько-фашистських загарбників, на запрошення Урядової комісії повернулася на посаду вченої секретарки бібліотеки, а пізніше головної бібліографки. З січня по жовтень 1949 очолювала Центральний довідковий апарат (нині Відділ інформаційно-бібліографічної роботи). Одночасно з роботою у ХДНБ викладала історію бібліотечної справи у Харківському бібліотечному інституті.
Наприкінці 1949 року Віра Трамбицька була переведена Міністерством культури на викладацьку роботу до Бібліотечного інституту. Для студентів лекції курсу з історії бібліотечної справи були святом. Трамбицьку завжди слухали з зацікавленістю, вона зачаровувала своєю ерудицією та відданістю професії, мала неабиякі ораторські здібності, з нею можна було спілкуватися на будь-які теми.
1950—1954 Віру Трамбицьку заарештовано та засуджено на 10 років виправничо-трудових таборів (ВТТ) за наклепом. На цей час нею були написані та частково видані наукові праці з бібліографічної класифікації, підготовлена значна частина кандидатської дисертації. Дисертація була присвячена історії ХДНБ за всі часи.
У складні роки перебування у таборах Тайшету її віддано підтримувала сім'я та друзі, відомі у Харкові історики та літератори (Маргарита Габель, О. М. Фінкель, І. Я. Каганов, Г. В. Фрізман, І. В. Знаменська).
У листопаді 1954 року Трамбицьку Віру Трамбицьку було повністю реабілітовано. Вона повернулася до Харкова. Сподівалася відновитися на роботі у ХДНБ, Бібліотечному інституті та закінчити дисертацію. Але жодне з цих бажань не здійснилося.
У 1955 році була прийнята на посаду завідувачки читальною залою до нової у той час Центральної бібліотеки ім. І. Я. Франка № 25, де пропрацювала чверть століття. Для нової бібліотеки розробила детальний довідковий апарат та створила систематичну картотеку статей. Авторкою схеми для масових бібліотек є Віра Трамбицька. Атмосфера, яку привнесла вона на нове місце роботи, була доброзичливою до читачів та колег. Заходи, які вона проводила, вирізнялися високою інтелектуальністю та професіоналізмом.
Близька її подруга Ірина Знаменська (дошлюбне прізвище та псевдонім — Шашкова), співробітниця відділу рідкісних видань та рукописів ХДНБ імені В. Г. Короленка, присвятила Вірі Трамбицькій багато зворушливих та сміливих для того часу віршів.
У ХДНБ ім. В. Г. Короленка зберігається меморіальний фонд української бібліографки, історикині бібліотечної справи, багаторічної співробітниці ХДНБ Віри Трамбицької (1909—1981).
Фонд містить документи з історії бібліотеки, діяльності самої Трамбицької на посаді вченої секретарки. Це дві її значущі праці: «ХГНБ за 20 лет» (1917—1937) та «ХГНБ за 30 лет Октября». Значний історико-культурний інтерес представляють матеріали про діяльність бібліотек США, Великої Британії, Франції у воєнні часи. Серед документів збереглися протоколи зібрань Комісії з історії бібліотечної справи Інституту теорії та педагогіки Академії педагогічних наук СРСР, протоколи нарад керівництва Державної бібліотеки ім. В. І. Леніна (1949), де виступала з промовою В. Г. Трамбицька.
Вірі Трамбицькій присвячений меморіальний збірник «Слово о друге: памяти харьковского библиотекаря В. Г. Трамбицкой».

## Праці
- Трамбицкая В. Г. Великий русский критик революционный демократ Виссарион Григорьевич Белинский [Текст]: К 100-летию со дня смерти: Краткий указатель рекоменд. литературы / В. Г. Трамбицкая, О. Г. Акулова, М. Я. Ройтман ; Ком. по делам культ.-просвет. учреждений УССР. Гос. науч. б-ка им. В. Г. Короленко. — Харьков: изд. и тип. Изд-ва Кн. палаты УССР, 1948. — 41 с., включ. обл. : портр.; 17 см.
- «Харьковская государственная научная научная библиотека за 20 лет (1917—1937)» . — Х., 1937.
- «ХГНБ за 30 лет Октября». — Х., 1947.
- «Государственная библиотека имени В. Г. Короленко в годы восстановления (1943—1945)» / П. С. Сафронов, В. Г. Трамбицька. — ВР РДБ, ф. 321, карт. 15, спр. 24, 5 арк.